# 339 Dorothea
339 Dorothea eller 1892 G är en asteroid i huvudbältet, som upptäcktes den 25 september 1892 av den tyske astronomen Max Wolf. Den har fått sitt namn efter den amerikansk-franska astronomen Dorothea Klumpke.
Asteroiden har en diameter på ungefär 44 kilometer och den tillhör asteroidgruppen Eos.